# Heilige Familie (Hamburg)

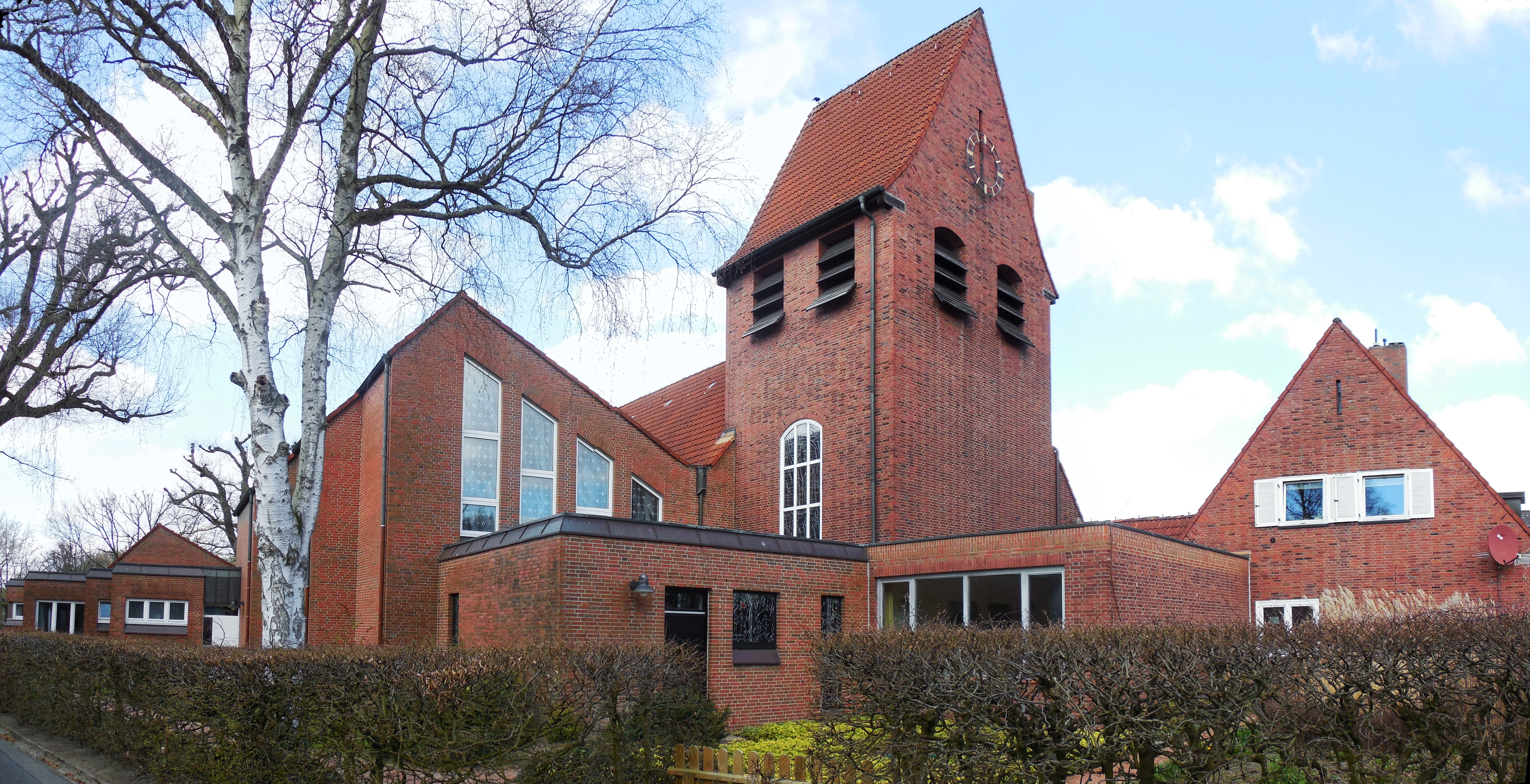
Heilige-Familie-Kirche

Die Kirche Heilige Familie ist eine römisch-katholische Kirche in Langenhorn, einem Stadtteil im Norden von Hamburg. Das nach der Heiligen Familie benannte Gotteshaus steht am Tannenweg und ist eine der Pfarrkirchen der Pfarrei St. Katharina von Siena des Erzbistums Hamburg.
Die vom Architekten Johann Kamps entworfene Kirche wurde 1935 erbaut und von 1981 bis 1982 erweitert. Die Orgel der Kirche wurde 1988 von Unternehmen Michael Becker Orgelbau erbaut, das Instrument hat 22 Register auf zwei Manualwerken und Pedal.